# Clemente Manco
Clemente Manco (Brindisi, 12 agosto 1919 – 4 settembre 2007) è stato un politico e avvocato italiano.

## Biografia
Manco portò avanti la sua carriera politica tra le file del Movimento Sociale Italiano, dove fu vicino inizialmente alle posizioni di Pino Romualdi. Eletto nel 1963 alla Camera, fu deputato ininterrottamente dalla IV alla VII legislatura.
Dopo l'adesione nel dicembre 1976 a Democrazia Nazionale nella VII Legislatura, non venne rieletto alla Camera nel 1979.